# Amphisbaena bakeri
Amphisbaena bakeri là một loài bò sát trong họ Amphisbaenidae. Loài này được Stejneger mô tả khoa học đầu tiên năm 1904.